# Universal Carrier
Universal Carrier, også kendt som Bren Gun Carrier og Scout Carrier, er en almindelig betegnelse for en række af let pansrede bæltekøretøjer, som blev udformet af Vickers-Armstrong. De blev produceret mellem 1934 og 1960, og køretøjerne blev brugt i stort omfang af de allierede styrker under 2. verdenskrig. Universal Carriers blev som regel anvendt til transport af tropper og udstyr, fortrinsvis støttevåben eller som maskingeværplatforme. Der blev bygget 113.000 eksemplarer primært i Storbritannien, og dermed er det det pansrede køretøj, som er bygget i flest eksemplarer i verdenshistorien.[kilde mangler]

## Konstruktion og udvikling
Oprindelsen til Universal Carrier-familien kan spores tilbage til Carden Loyd tankette-familien, som blev udviklet i 1920'erne og især til Mk VI tanketten.
I Universal Carrier blev kører og vognkommandør placeret forrest ved siden af hinanden med køreren til højre. Motoren lå i midten med drivhjulene bagerst. Affjedringen var en blanding af den fra Vickers lette kampvogne og Horstmann affjedring. Styretøjet bestod af et lodret rat. En lille drejning flyttede det forreste hjulsæt på vejen og varpede bæltet så køretøjet drev i den pågældende retning. Yderligere drejning af hjulet afstedkom en opbremsning af det ene bælte, så køretøjet drejede rundt.
Skroget foran vognkommandørens placering stak frem så der blev plads til et Bren-maskingevær (eller anden bevæbning) som kunne skyde gennem et simpelt skydeskår. På begge sider af maskinrummet var der to områder, hvor der kunne medtages passagerer eller placeres last. Da Universal Carrier var uden tag, var besætning og passagerer udsatte.
I starten var der adskillige typer af Carriers, som afveg en smule i udformning, alt efter deres formål: "Medium Machine Gun Carrier" (Vickers maskingevær), "Bren Gun Carrier", "Scout Carrier" og "Cavalry Carrier".
Det blev foretrukket kun at producere en model, og Universal Carrier-modellen kom frem i 1940. Det blev den hyppigst fremstillede model af Carrier. Den afveg fra de forrige modeller, ved at den bagerste del af køretøjet var rektangulært, hvilket gav mere plads til besætning.

## Produktion
Produktionen begyndte i 1934 og sluttede i 1960. Inden Universal Carrier-modellen kom frem foregik produktionen på Thornycroft, Morris, Sentinel, Aveling, Bedford og Ford UK. Universal-modellen blev i Storbritannien fremstillet af Aveling-Barford, Ford, Sentinel, Thornycroft og Wolseley. I 1945 var der fremstillet omkring 57.000 af alle udgaver, heriblandt ca. 2.400 tidlige modeller.
Ford of Canada fremstillede ca. 29.000 Universal Carriers. De blev også bygget i Australien (ca. 5.000), New Zealand (ca. 1.300) og af Ford i USA (ca. 20.000, uden at medregne T16).

## Operationel historie
Universal Carriers blev udleveret til infanterienheder til transport af støttevåben (op til 10 stk. pr. bataljon). Artilleri-enheder brugte dem som traktor for 6 punds anti-tankkanoner.

## Udgaver
- Mk. I

Den oprindelige model.
- Mk. II

Udstyret med en bugserkrog.
- Wasp

Udstyret med en Ronson flammekaster. Mark I havde en fastmonteret flammekaster, Mk II havde strålehovedet placeret på hjælpechaufførens plads. Begge havde brændstoftanken bagi. I MkIIC (C for Canada) var brændstoftanken flyttet om bag på køretøjet.
- LP1 Carrier (Australien)

Australskbygget version af den britiske Bren Carrier.
- LP2 Carrier (Australien)

Australskbygget udgave af Universal Carrier. Blev også fremstillet i New Zealand.
- 2 punds anti-tankkanonskøretøj (Australien)

Dette var en kraftigt modificeret og forlænget LP2 med 2 punds-kanon, som kunne drejes i alle retninger, monteret på en platform bagerst i køretøjet og med motoren flyttet frem i venstre side af køretøjets forreste del. Der var plads til 112 2 punds-granater. Der blev bygget 200 køretøjer, der blev anvendt til træning.
- 3 tommers mortérkøretøj (Aust)

Dette var et køretøj, som var baseret på 2 punds anti-tankkanon-køretøjet med en 3 tommers mortér monteret i stedet for 2 punds-kanonen. Den var konstrueret så mortéren kunne drejes 360 grader og affyres enten fra køretøjet eller afmonteret. Der blev bygget 400 og de blev til sidst sendt som våbenhjælp til den kinesiske nationalisthær.
- T-16

Dette var en betydeligt forbedret model baseret på de som blev bygget af Ford i Canada og blev fremstillet under Lend-Lease lovgivningen af Ford i USA fra marts 1943 til 1945. Den blev fortrinsvis brugt af de canadiske styrker under krigen som en artilleri-traktor. Efter krigen blev den brugt af hærene i Schweiz og Holland. Den var længere end standardmodellen med et ekstra vejhjul på den bagerste bogie. Motoren var en Fort Mercury, som leverede den samme ydelse. I stedet for at det var styrehjulet som styrede bremse og drejning havde T-16 styring ved hjælp af en bremse på bælterne, der blev betjent af to håndtag i hver side.
- Fahrgestell Bren (e)

En erobret Universal Carrier fra 1940, som blev genbrugt af tyskerne med en 3,7 cm PaK monteret.
- Panzerjäger Bren 731(e)

Bren carrier erobret af tyskerne og udstyret med en tredobbelt Panzerschreck – formentlig det første pansrede køretøj, der blev udstyret med raketstyr.
- Praying Mantis

Et eksperimental køretøj – skroget var udskiftet med en lukket metalkasse med tilstrækkelig plads til en kører og en skytte. Ovenpå var der et hydraulisk styret maskingeværstårn for enden af en arm, der kunne løftes op. Den blev konstrueret til kamp i terræn med hække og mure. Meningen var, at man skulle køre Mantissen hen til en væg, hæve maskingeværet og skyde over muren fra en sikker position. Der findes en Mantis på Bovington Tank Museum
- CATI 90

En belgisk selvkørende kanon, som var i brug fra 1954 til 1962. Køretøjet fik betegnelsen "Canon antitank d'infanterie automoteur 90mm" og gjorde tjeneste ved infanterienheder med et tilhørende ammunitionskøretøj.

## Galleri
- Wasp på Canadian War Museum
- Et australsk 2 punds-anti-tank køretøj (AWM 134672)
- Et australsk 3 tommers mortérkøretøj (AWM 134428)
- Et erobret og ændret køretøj anvendt af de indonesiske nationalister under kampene i Surabaya (Soerabaja) Java.
- Praying Mantis prototype på Bovington Tank Museum
- Universal Carrier ankommer med en gruppe tyske krigsfanger

## Eksterne kilder
- http://www.wwiiequipment.com/carriers.aspx Arkiveret 8. december 2008 hos  Wayback Machine
- "The Ford Universal Carrier"
- diggerhistory.info "Bren Carrier"
- http://www.wwiivehicles.com/unitedkingdom/carriers.asp[ Britain's Carriers] Arkiveret 17. maj 2007 hos  Wayback Machine på wwiivehicles.com